# Valeriana buxifolia
Valeriana buxifolia är en kaprifolväxtart som beskrevs av F. G. Meyer. Valeriana buxifolia ingår i släktet vänderötter, och familjen kaprifolväxter. Inga underarter finns listade i Catalogue of Life.